# Stoomhamer

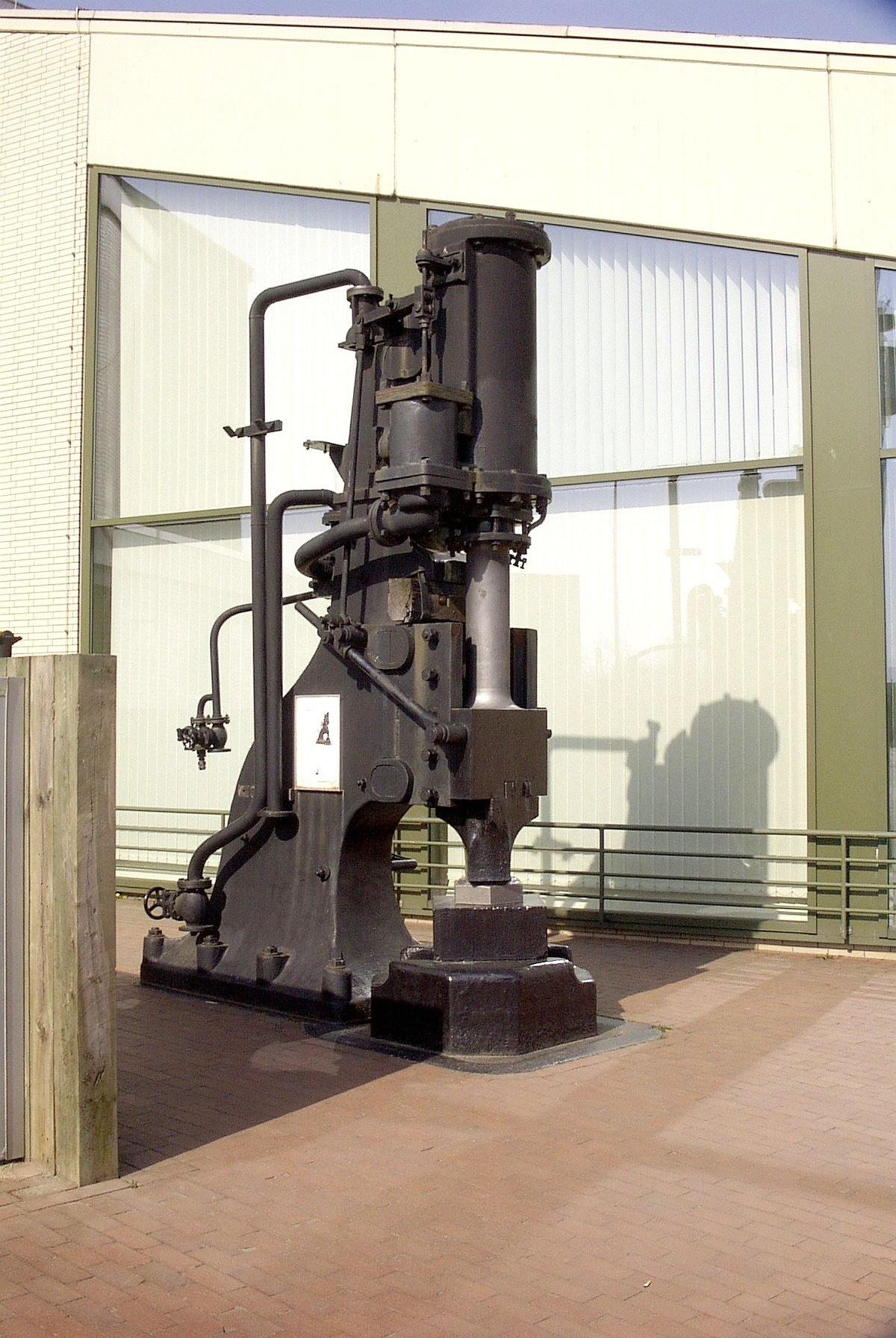
Stoomhamer

De stoomhamer werd rond 1837 in Manchester uitgevonden door de Schot James Nasmyth, op verzoek van Isambard Kingdom Brunel, die een opdracht had voor de bouw van twee grote stoomschepen. De stoomhamer werd geproduceerd in zijn Patricroft ijzergieterij, die hij gebouwd had naast de Liverpool and Manchester Railway en de Bridgewater Canal. Een strategische plek, en nadat zijn bedrijfsleider en latere medevennoot, Robert Wilson, de machine had verbeterd, verkocht Nasmyth exemplaren aan onder andere de Great Western Railway en de locomotiefbouwer Stephenson & Co, aan de marinewerf Woolwich Dockyard en aan de Royal Mint en de drukkerij van bankbiljetten De La Rue. Toen hij bij een bezoek aan de Franse metaal- en defensieindustrie van Le Creusot constateerde, dat men daar al werkte met nagebouwde (of gelijktijdig uitgevonden?) stoomhamers, vroeg en kreeg hij in 1842 patent op zijn vinding.

## Werking
De stoomhamer bestaat uit een zuiger met onderaan de drijfstang een hamer. De hamer wordt omhoog gebracht door stoom in de cilinder onder de zuiger te brengen. Door vervolgens de stoom te laten ontsnappen valt de hamer naar beneden. Door tijdens de val boven in de cilinder stoom te brengen valt de hamer sneller naar beneden. Stoomhamers die door hun eigen gewicht vallen worden stoomvalhamers genoemd. De stoomhamers wegen van 45 kilogram tot 90.000 kilogram.
De kracht van de klap van de stoomhamer kan over een groot traject gevarieerd worden. Nasmyth demonstreerde dit door een ei op een wijnglas te breken zonder dat het glas stuk ging. Vervolgens gaf hij een klap die het gebouw deed schudden.
De stoomhamer wordt o.a. nog gebruikt voor het maken van propellorbladen voor de C-130 Hercules.
Er staat nog een originele stoomhamer naast de oorspronkelijke gieterij en op de campus van de University of Bolton staat een grote Nasmyth & Wilson stoomhammer.

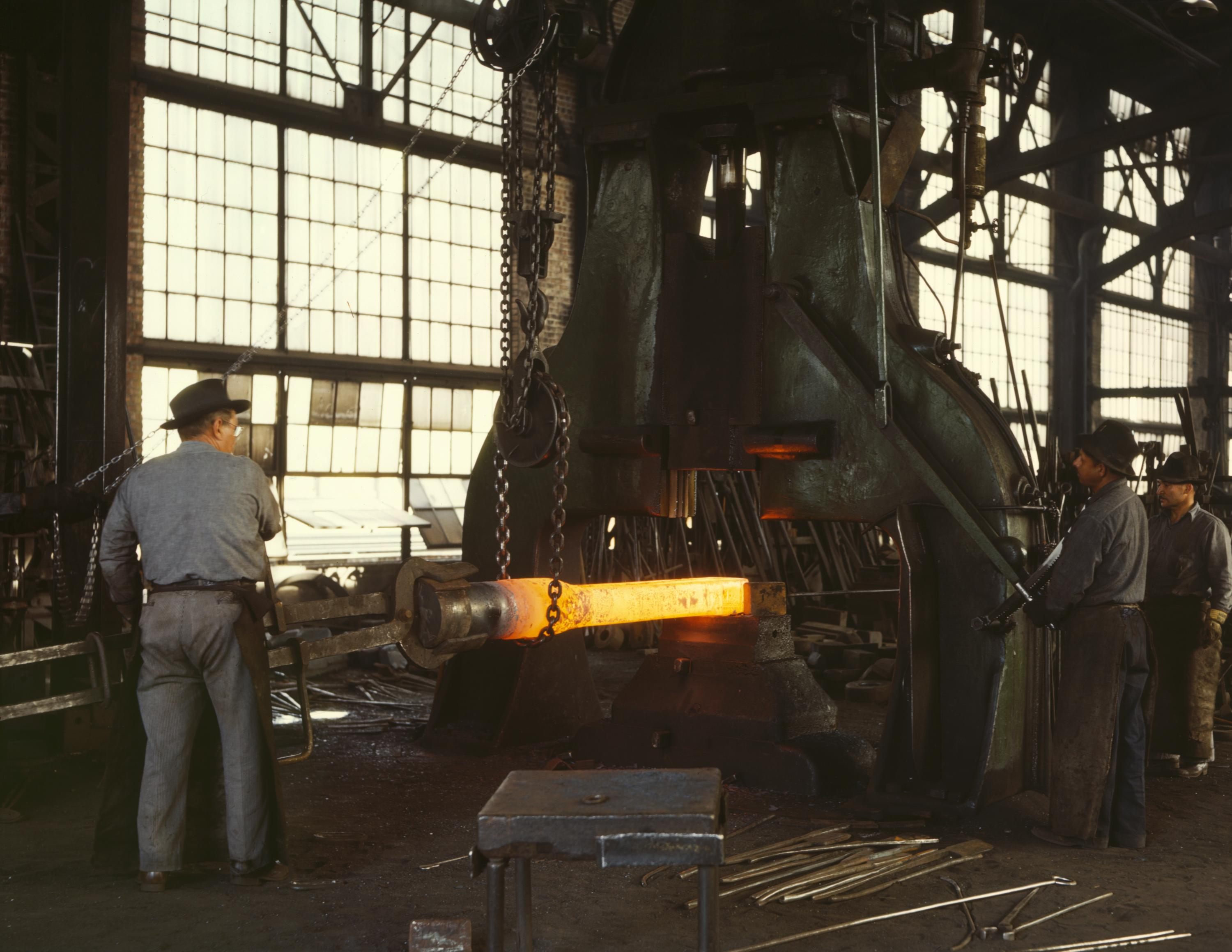
Smeden van een staaf in de smidse Santa Fe R.R.
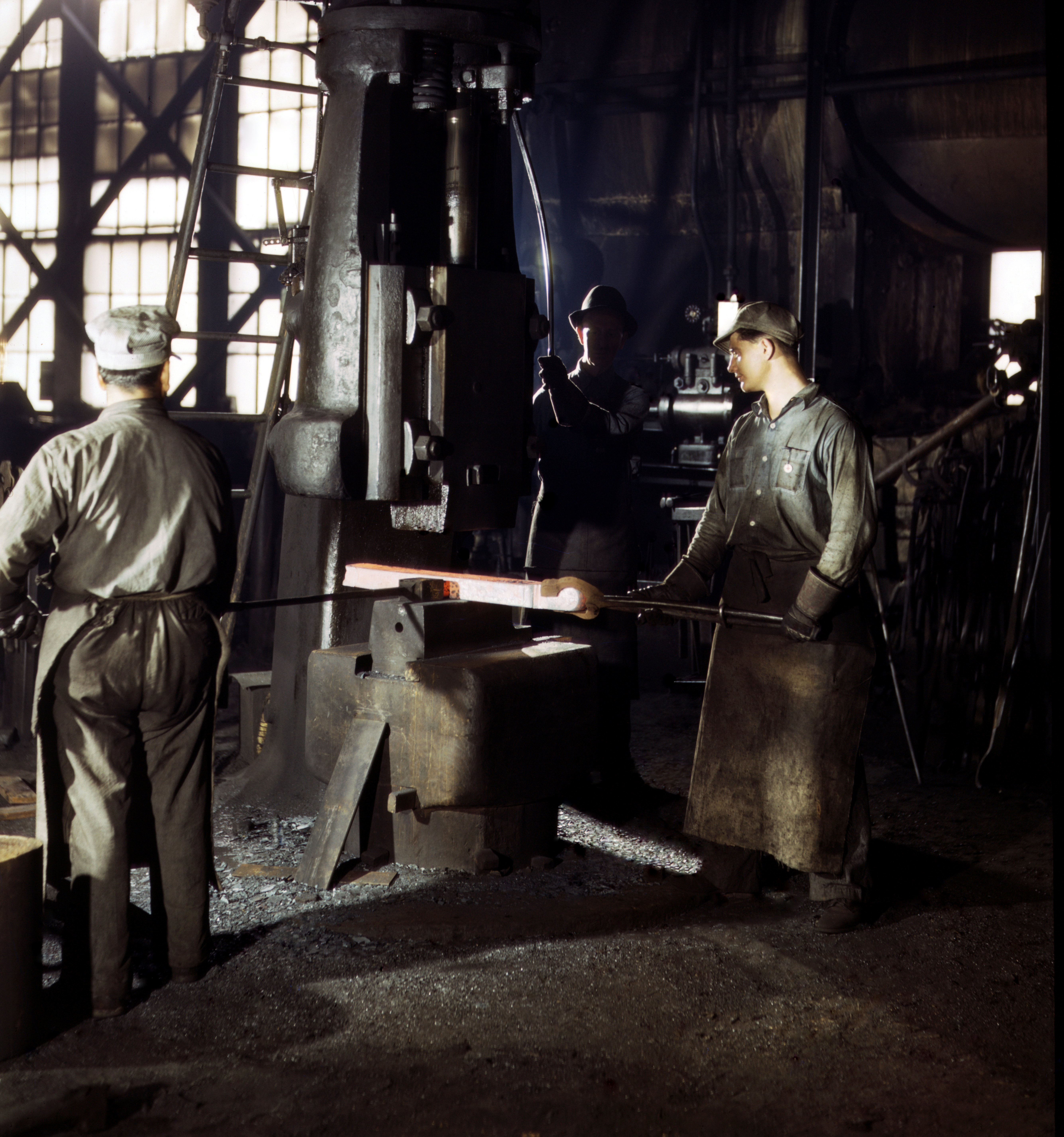
Smeden van de Atchison, Topeka and Santa Fe Railway in Topeka, Kansas, die in 1943 een kleine stoomhamer gebruikten
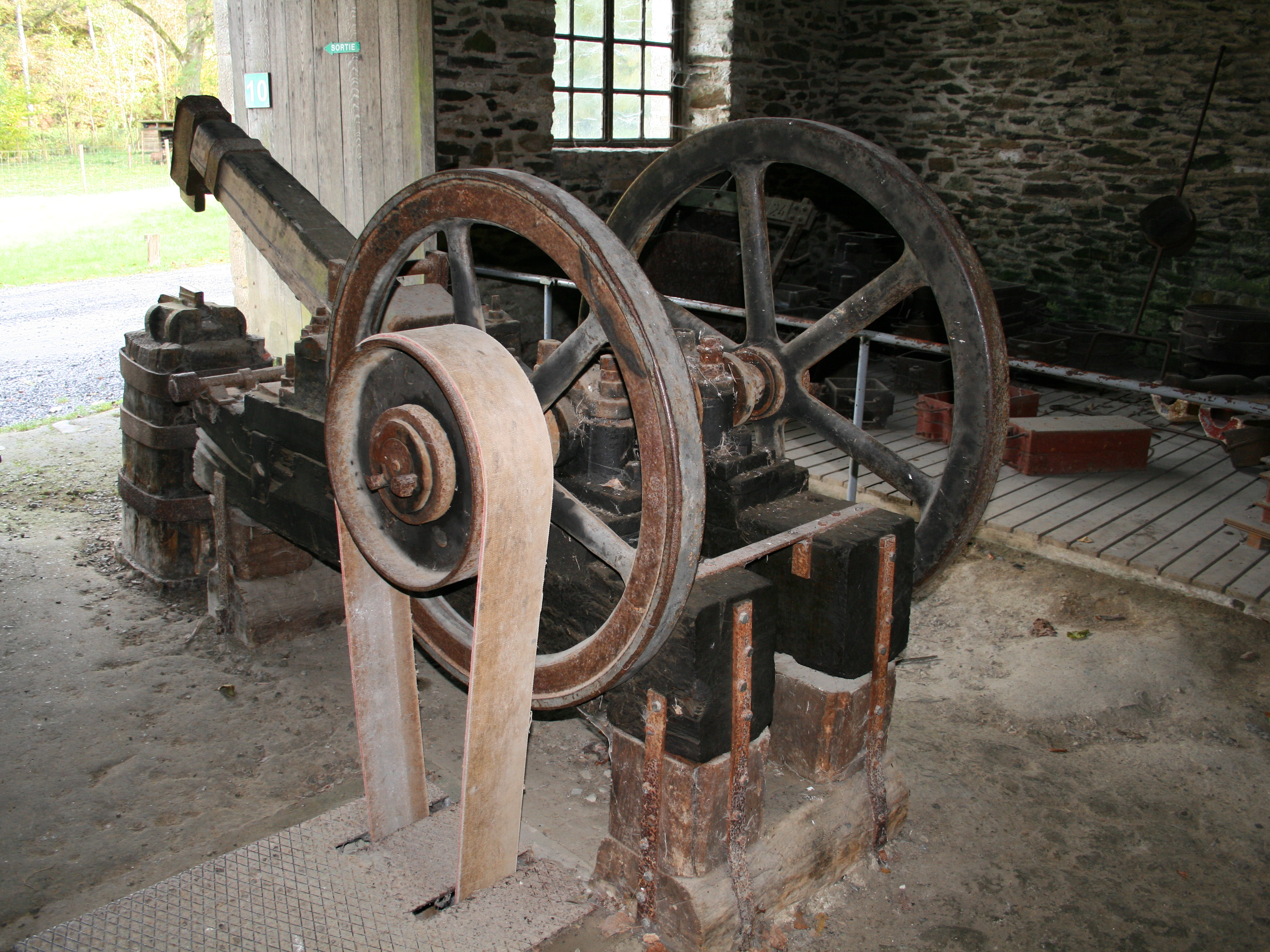
Stoomhamer – IJzer Museum van Saint-Hubert (België)